# Róbert Bérczesi

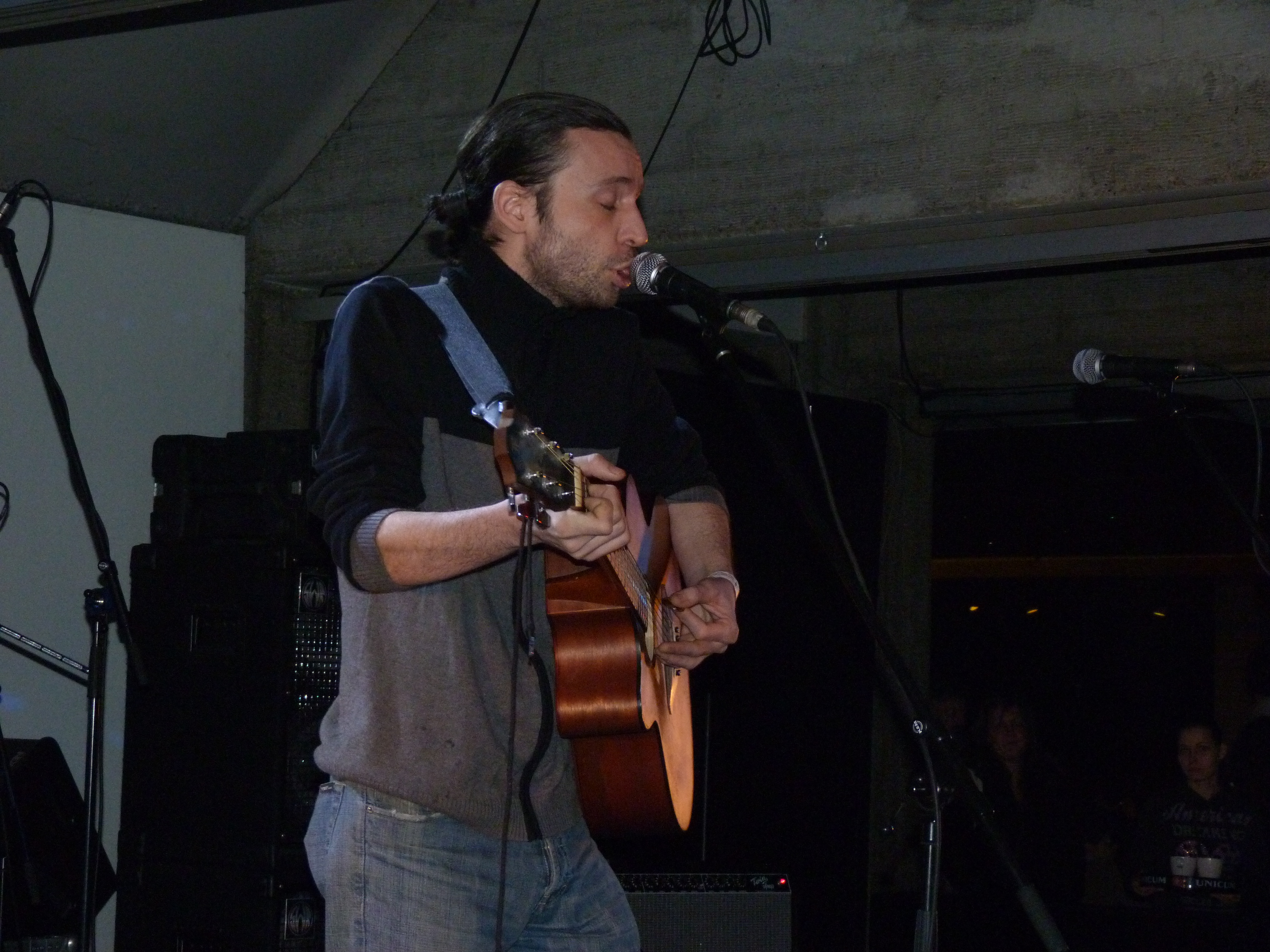
Róbert Bérczesi auf dem Víg Végnapjaink Fesztivál 2012 in Budapest

Róbert Bérczesi (* 12. September 1976 in Gyula) ist ein ungarischer Singer-Songwriter. Bekannt wurde er als Sänger und Gitarrist der Hiperkarma.

## Diskografie
BlaBla
- Izék (demo) (1996)
- Kétségbeejtően átlagos (1998)

Hiperkarma
- hiperkarma (2000)
- amondó (2003)
- konyharegény (2014)

Én meg az ének (solo)
- Én meg az ének: Emléxel? (2011)

Biorobot
- BioRoBoT (2013)